# The BossHoss
BossHoss is een in 2004 opgerichte Duitse band die bijna uitsluitend populaire rock en pop liedjes covert in country stijl. De groep bedient zich van allerlei cowboy clichés zowel in kleding (cowboyhoeden, mouwloze T-shirts, grote zonnebrillen) als gedrag (vreugdekreten, Whisky drinken).

## Biografie

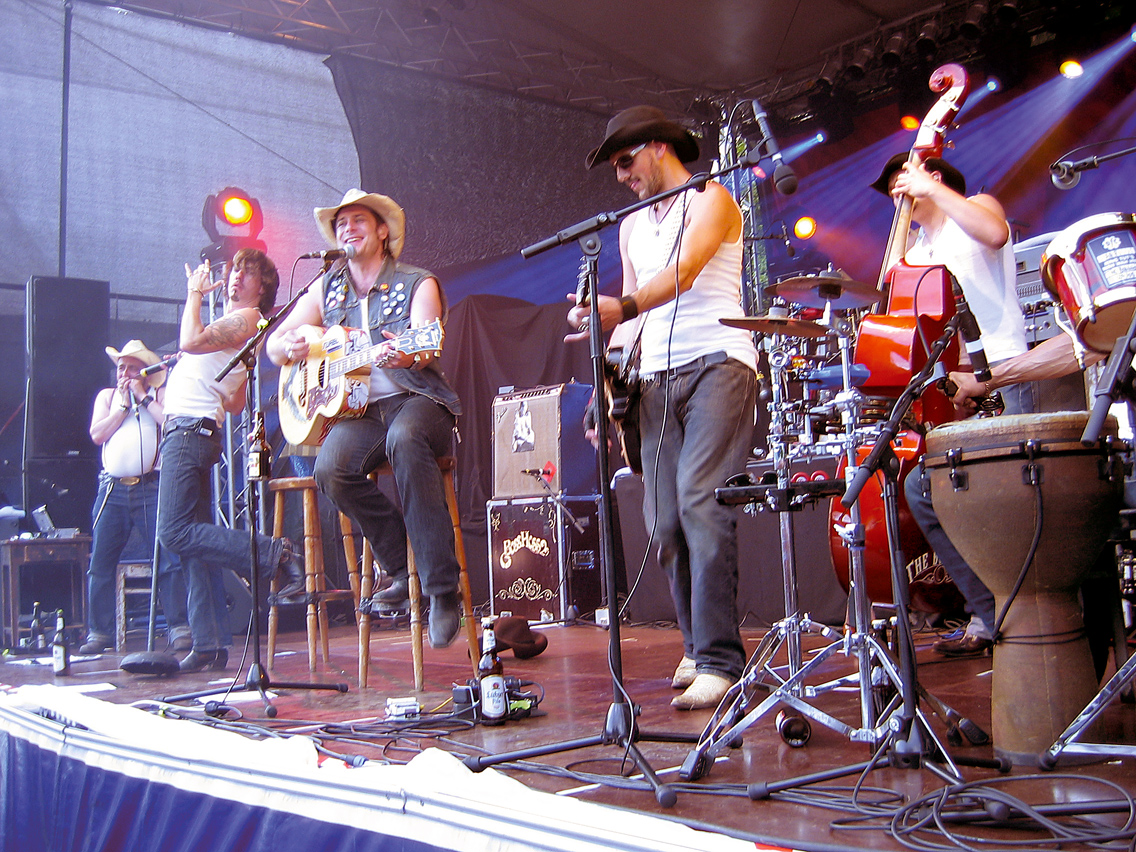
The BossHoss 2007

In 2004 richtten Boss en Hoss in Berlijn de band op, en vernoemden hem naar het lied Boss Hoss van de jaren 60 rock band The Sonics. De band speelde eerst bij kleine gelegenheden en Berlijnse clubs, maar kregen al snel naamsbekendheid. Eind 2004 tekende The BossHoss hun eerste grote platencontract.
In april 2005 verscheen in Duitsland hun eerste single Hey Ya!, een cover van OutKast, gevolgd door hun debuutalbum 'Internashville Urban Hymns' in mei 2005. De band deed promotie voor Langnese (de Duitse naam van Ola) en coverde de in Duitsland populaire reclame tune. Hun eigen populariteit steeg snel, en ze gaven dat jaar ongeveer 180 optredens in Duitsland, Oostenrijk, Zwitserland en Nederland.
In 2006 leverde The BossHoss een bijdrage aan de filmmuziek voor de voetbalfilm "FC Venus". Na de nieuwe single I Say a Little Prayer verscheen op 19 mei 2006 het tweede album Rodeo Radio, waar in tegenstelling tot hun debuut de helft van de nummers eigen composities waren. In navolging van Rodeo Radio kreeg ook het debuutalbum weer nieuwe aandacht, en de verkoop bereikte in mei 100.000 stuks waarmee het album goud werd. In december van dat jaar bereikte ook Rodeo Radio gouden status.
De band begon 2007 met een tour door Canada, gevolgd door de release van hun nieuwste single Everything Counts / Truck´n´Roll Rules. De videoclip van Truck´n´Roll Rules werd geregisseerd door Detlev Buck, voor wie The BossHoss de titelsong leverde voor diens eerste kinderfilm "Hände weg von Mississippi".
In 2011 hebben ze een nieuwe single uitgebracht met de naam Don't gimme that
Van 2011 tot en met 2013 waren Alec Völkel en Sascha Vollmer te zien als juryleden in The Voice Of Germany, in 2018 in de Duitse Voice Senior en in 2019 bij de Duitse Voice Kids.

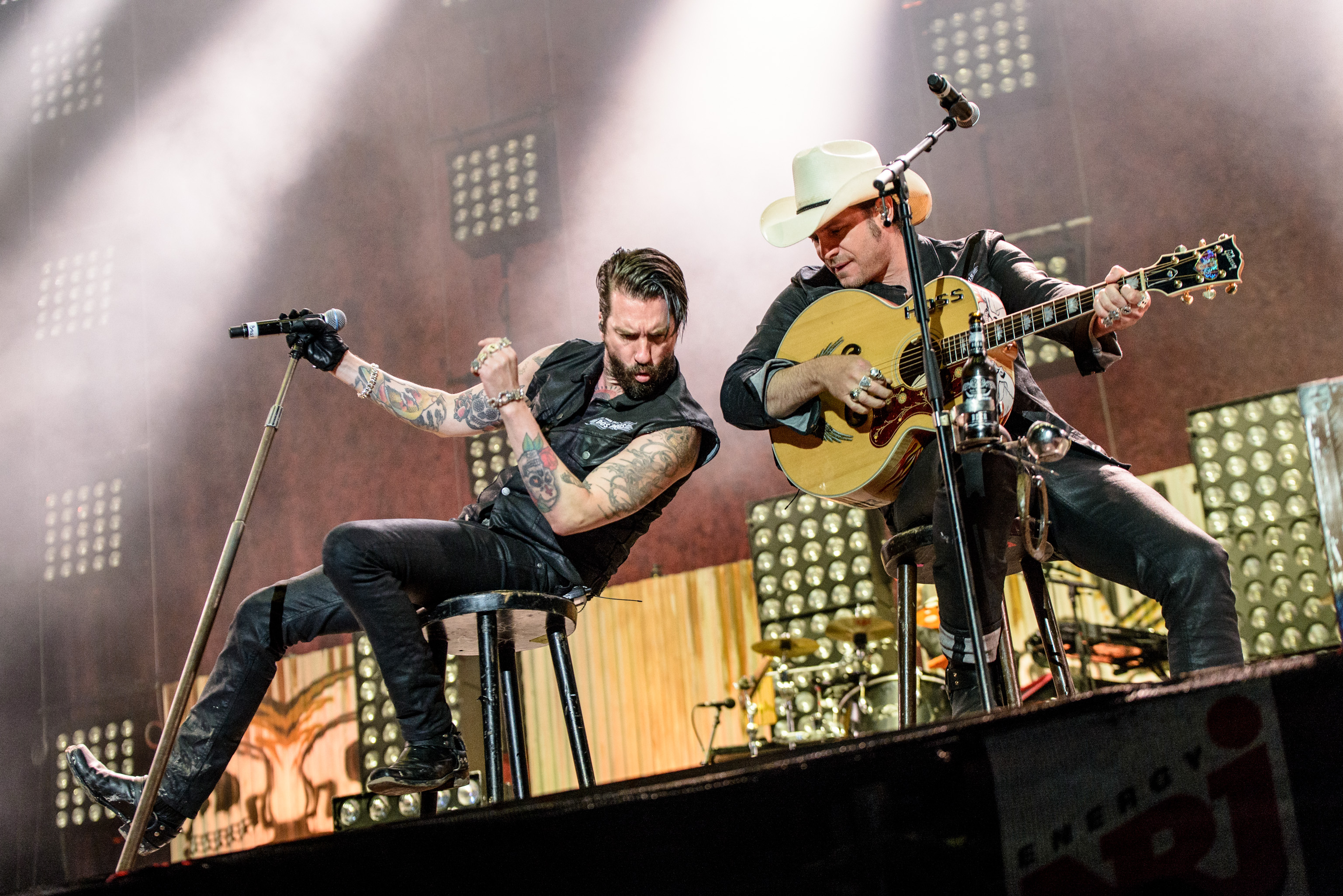
Rock im Park 2016

## Discografie

### Albums
- Internashville Urban Hymns (2005)
- Rodeo Radio (2006)
- Stallion Battalion (release 26 oktober 2007)
- Do or Die (2009)
- Liberty Of Action (2012)
- Flames of Fame (2013)
- Dos Bros (2015)
- Black Is Beautiful (release 26 oktober 2018)

### Singles
- Hey Ya! (2005) - gecoverd van OutKast)
- Hot in Herre / Like Ice In The Sunshine (2005) - dubbele A-kant single met covers van Nelly en een reclame lied voor Langnese (in Nederland bekend als Ola)
- Christmas-CD (2005) - Last Christmas van Wham! & Riding Home For Christmas
- I Say A Little Prayer / You'll Never Walk Alone (2006)
- Ring, Ring, Ring (2006)
- Rodeo Radio (2006)
- Everything Counts / Truck´n´Roll Rules (2007) - de eerste is een cover van Depeche Mode)
- Jolene (2015) - met The Common Linnets

### DVD
- Internashville Urban Hymns Live, die DVD (2005) Alleen verkrijgbaar in Duitsland